# Boulzicourt
Boulzicourt es una comuna francesa situada en el departamento de Ardenas, en la región de Gran Este.

## Demografía
| 773 | 881 | 921 | 825 | 1006 | 1003 | 966 |
| Para los censos de 1962 a 1999 la población legal corresponde a la población sin duplicidades (Fuente: INSEE [Consultar]) |     |     |     |      |      |     |